# Italdesign GTZERO
La GTZERO est un concept-car de break de chasse produit par le bureau de style Italdesign et dessinée par Giorgetto Giugiaro. Il est présenté au Salon international de l'automobile de Genève 2016.

## Performance
La GTZERO est motorisée par trois blocs électriques, 2 à l'avant et 1 à l'arrière. Cette voiture est donc dotée d'une transmission intégrale.
Le moteur avant produit une puissance de 148 chevaux (110 kW) et le moteur arrière développe une puissance de 188 chevaux (140 kW).
Ces deux moteurs produisent une puissance cumulée de 483 chevaux.
Sa vitesses est limitée électroniquement à 250km/h. Selon Italdesign l'autonomie est de 310 km.

## Caractéristiques techniques
La GTZERO est construite sur une monocoque modulaire en fibre de carbone. Selon Italdesign cette monocoque permet d'être utilisée sur différentes types de carroseries.
Le châssis comporte également des sous-châssis avant et arrière en aluminium, une carrosserie composite légère, des portes papillon.
L'habitacle comporte des sièges configurables, ainsi que des écrans tactiles pour contrôler les fonctions intérieures.